# واريوز وودز
واريو وودز (بالإنجليزية: Wario's Woods)‏، هي لعبة فيديو ألغاز طورتها ونشرتها نينتندو على منصة نينتندو إنترتينمنت سيستم، وصدرت في 1994.

## وصلات خارجية
- واريو وودز على موبي غيمز
- Wario's Woods at NinDB
- واريوز وودز guide في موقع ستراتيجي ويكي
- N-sider full game credits (SNES)
- Burst of Laughter Wario's Woods pictures